# Bieliny (gromada w powiecie kieleckim)
Bieliny – dawna gromada, czyli najmniejsza jednostka podziału terytorialnego Polskiej Rzeczypospolitej Ludowej w latach 1954–1972.
Gromady, z gromadzkimi radami narodowymi (GRN) jako organami władzy najniższego stopnia na wsi, funkcjonowały od reformy reorganizującej administrację wiejską przeprowadzonej jesienią 1954 do momentu ich zniesienia z dniem 1 stycznia 1973, tym samym wypierając organizację gminną w latach 1954–1972.
Gromadę Bieliny z siedzibą GRN w Bielinach utworzono – jako jedną z 8759 gromad na obszarze Polski – w powiecie kieleckim w woj. kieleckim, na mocy uchwały nr 13c/54 WRN w Kielcach z dnia 29 września 1954. W skład jednostki weszły obszary dotychczasowych gromad Bieliny Kapitulne, Bieliny Poduchowne, Czaplów i Kakonin ze zniesionej gminy Bieliny w tymże powiecie oraz lasy Świętokrzyskiego Parku Narodowego, oddziały Nr 156–163 i 182–188. Dla gromady ustalono 27 członków gromadzkiej rady narodowej.
1 stycznia 1969 do gromady Bieliny przyłączono wsie Nowa Huta, Podłysica, Stara Huta, Stara Huta Koszary i Szklana Huta ze zniesionej gromady Nowa Huta.
Gromada przetrwała do końca 1972 roku, czyli do kolejnej reformy gminnej. 1 stycznia 1973 reaktywowano gminę Bieliny.